# Chronobiologie et rêve
 (décembre 2023).
La chronobiologie (\kʁɔ.nɔ.bjɔ.lɔ.ʒi\), une discipline scientifique étudiant les rythmes biologiques, permet l’organisation temporelle des êtres vivants, des mécanismes qui en assurent la régulation (contrôle, maintien) et de ses altérations.
Dans la quête pour comprendre la structure et le contenu de nos rêves, la chronobiologie offre des perspectives permettant de déchiffrer ces expériences oniriques.
Le rêve (de l’ancien français resver) est un phénomène psychique qui a lieu pendant le sommeil, caractérisé par la formation de situations ou d’images mentales visualisées par l’être endormi. La chronobiologie éclaire sur la manière dont nos rythmes biologiques internes modulent les cycles de sommeil, et permet par extension la compréhension des phases de rêves.

## Phases du sommeil
Pour poursuivre l’exploration du lien entre les rythmes circadiens et les rêves, il est essentiel de comprendre la structure et les phases du sommeil, un domaine clé de la chronobiologie. Le sommeil n’est pas un état uniforme mais se décompose en plusieurs phases distinctes, chacune jouant un rôle crucial dans notre bien-être physique et mental. Ces phases comprennent le sommeil paradoxal (REM) et non-REM. Le non-REM est subdivisé en trois étapes, dont la première est une transition entre éveil et sommeil, la deuxième étant un sommeil plus léger et la troisième est le sommeil profond ou sommeil à ondes lentes.
Enfin, la phase REM, appelée également sommeil paradoxal, se caractérise par une activité cérébrale intense, une atonie musculaire et des mouvements oculaires rapides. Elle représente l’état de sommeil le plus associé aux rêves. Lors d'une durée d'environ 90 minutes, le corps reste immobile et le cerveau s'engage dans de longs rêves vifs et hallucinatoires, souvent narratifs.

## Hormones et neurotransmetteurs
Différentes hormones sont impliquées dans la régulation des rythmes circadiens, ce qui influence non seulement notre cycle- éveil-sommeil, mais aussi nos phases de rêves. Le cortisol est une hormone stéroïde sécrétée par les glandes surrénales. Sa libération est régulée par l’axe hypothalamo-hypophyso-surrénalien (HPA). Elle joue plusieurs fonctions dans l’organisme, mais est principalement impliquée dans la réponse du corps au stress. Sa concentration diminue progressivement le soir pour préparer le corps à s'endormir, et elle atteint son pic tôt le matin, pour mobiliser l’énergie et préparer le corps pour la journée à venir.
La mélatonine est une hormone synthétisée et sécrétée par la glande pinéale à partir d’une autre hormone, la sérotonine. Sa fonction principale est d’initier et de maintenir le sommeil en réduisant la vigilance et favorisant la relaxation. Sa production est stimulée par l’obscurité et inhibée par la lumière. Ainsi, elle augmente progressivement durant la nuit et atteint son pic au milieu de la nuit, pour redescendre graduellement jusqu’au matin.
L’acétylcholine est un neurotransmetteur synthétisé et libéré par les neurones cholinergiques. Alors que son rôle principal est de transmettre des signaux à travers les synapses, elle joue aussi un rôle important lors du stage REM du sommeil. L’acétylcholine est abondante dans ce stage, ayant des rôles importants dans la consolidation de la mémoire, processus par lequel les souvenirs sont transférés du stockage à court terme au stockage à long terme. Ainsi que dans l’activation du cortex, influençant les aspects vifs et émotionnels du rêve.

## Sommeil et Rêves: Dérégulation Circadienne
Les troubles de sommeil altèrent significativement la qualité globale du sommeil et affectent, par extension, les rêves. Le sommeil chez les individus souffrant d'insomnie se manifeste par une sécrétion insuffisante et mal synchronisée de mélatonine qui rend le sommeil léger, fragmenté et facilement interrompu. En conséquence, le temps passé en sommeil REM est réduit, diminuant ainsi la cohérence des rêves, lesquels prennent des aspects plus brefs, ou surviennent plus tardivement, altérant l'expérience de rêve. Cependant, ils se souviennent plus fréquemment de leurs rêves, en raison de réveils nocturnes redondants et ont tendance à avoir des émotions de rêves plus négatives, un reflet de leurs inquiétudes ou de leur excitation cognitive avant le sommeil.
De même, les niveaux élevés de cortisol peuvent avoir un impact significatif sur le sommeil et, par conséquent, sur les rêves. Lors de périodes de stress, l'hyper activation de l'axe HPA entraine une production de cortisol qui peut être élevée en continu, y compris le soir, ce qui rend l'endormissement ou le maintien du sommeil difficile. Cette perturbation diminue la durée de la phase REM et réduit la fréquence et l'intensité des rêves. De même, il arrive que certains individus témoignent de rêves plus angoissants ou de cauchemars, une manifestation du stress ou des inquiétudes vécues pendant la journée.

## Rêves lucides
Les rêves lucides sont marqués par une activité cérébrale vive semblable à l'éveil, où le rêveur acquiert une auto-conscience. Ils sont plus probables en fin de nuit, lorsque les cycles REM sont plus longs. Ces rêves sont une représentation hybride, mêlant les caractéristiques de l'éveil et du sommeil REM.
Des études sur le cerveau montrent que, pendant les rêves lucides, certaines régions du cerveau associées à la conscience de soi et à la réflexion critique sont plus actives comparées au sommeil REM non-lucide. En effet, il existe une connectivité fonctionnelle accrue entre le cortex préfrontal antérieur (aPFC) et des zones d'association temporo-pariétales chez les individus qui ont des rêves lucides fréquents, alors que ces régions sont normalement désactivées pendant le sommeil. Cela suggère que la chronobiologie derrière les rêves lucides implique une interaction complexe entre les cycles de sommeil REM, l'activité cérébrale spécifique à l'état de rêve lucide, et la capacité à manipuler ces cycles pour favoriser l'expérience des rêves lucides.

## Chronobiologie et rêves: autres espèces
Il a longtemps été un mystère sur ce que ressentent les différentes espèces de notre planète, et le rêve en est un. Cependant, de nombreuses recherches ont été réalisées pour essayer de comprendre si les animaux entrent, eux aussi, dans des phases de REM. Un pionnier de la recherche des études sur les rêves, Michel Jouvet, a réalisé l’une des premières expériences qui a pour but de décoder le rêve chez les félins. Dans ses expériences, Michel Jouvet a observé des comportements chez les chats pendant la phase de sommeil paradoxal (REM) qui suggéraient une activité mentale intense, et il a interprété ces observations comme étant associées aux rêves. Les comportements qui ressemblaient à des mouvements de chasse ou de poursuite chez les chats pendant le sommeil paradoxal ont été interprétés comme des expressions possibles d'activités oniriques.
Une recherche sur des rats a été faite par l’institut de technologie du Massachusetts (MIT) en 2001 : Éveillés, alors que les rats parcouraient un labyrinthe, l’hippocampe (la partie du cerveau responsable de créer et stocker des mémoires) était actif. Les rats étant endormis, ils produisaient les mêmes ondes cérébrales que pendant le parcours du labyrinthe. Cette recherche a été la première à démontrer que les animaux étaient capables d’avoir des rêves complexes.

## Applications thérapeutiques
L'application thérapeutique de la compréhension des rêves et de leur lien avec la chronobiologie se manifeste notamment dans la psychothérapie individuelle. Elle se traduit par des méthodes efficaces comme la thérapie de répétition d'images pour traiter les cauchemars. Cette approche encourage les patients à ré-imaginer consciemment leurs cauchemars pendant l'éveil, remplaçant les images perturbatrices par des visions apaisantes. Cela exploite la connaissance que les cauchemars surviennent principalement durant le sommeil paradoxal (REM), phase influencée par les rythmes circadiens. De telles stratégies ont été démontrées efficaces par une méta-analyse de 13 études avec 511 clients. EIles réduisent la fréquence des cauchemars et améliorent la qualité du sommeil, offrant ainsi des perspectives précieuses en faveur d'une meilleure santé mentale.